# Guy Dardenne
Guy Dardenne (19 de outubro de 1954) é um ex-futebolista belga. 

## Carreira
Ele foi vice-campeão europeu pela seleção de seu país no Campeonato Europeu de Futebol de 1980, sediado na Itália.